# Efrem Kurtz
Efrem Kurtz, russisch Ефрем Курц, (geboren 7. November 1900 in St. Petersburg; gestorben 27. Juni 1995 in London) war ein aus Russland stammender Dirigent.

## Leben
Efrem Kurtz’ Geschwister wurden hervorragende Musiker, Edmund Kurtz (1909–2004) war Cellist, Arved Abram Kurtz (1899–1995) war Rektor des New York College of Music und Mary Kurtz Rosenwald (1906–1985) war Erste Geigerin der Ballets Russes de Monte Carlo. Efrem Kurtz studierte Musik am Sankt Petersburger Konservatorium unter anderem bei Alexander Glasunow und Nikolai Tscherepnin. Er setzte das Studium in Riga und Berlin fort und wurde in Leipzig Schüler von Arthur Nikisch. Sein Debüt als Dirigent machte er auf einer Tour mit der Tänzerin Isadora Duncan, als Nikisch krankheitsbedingt ausfiel. Kurtz dirigierte einige Konzerte mit den Berliner Philharmonikern. Von 1924 bis 1928 dirigierte er die Stuttgarter Philharmoniker. Danach begleitete er bis zu deren Tod im Jahr 1931 die Tänzerin Anna Pawlowa und von 1932 bis 1942 war er der Dirigent der Ballets Russes de Monte Carlo, mit denen er häufig auf Tournee war. Mit dem Orchester spielte er 1938 bei der Uraufführung des Balletts Gaîté Parisienne mit der Musik von Manuel Rosenthal.
Kurtz wurde 1944 Bürger der USA. Er war Direktor des Kansas City Philharmonic Orchestra von 1943 bis 1948 und anschließend bis 1954 des Houston Symphony Orchestra. Kurtz spielte einige Filmmusiken ein, so die Musik von Jacques Ibert zu Orson Welles’ Film Macbeth.
Kurtz leitete von 1955 bis 1957 das Royal Liverpool Philharmonic Orchestra zusammen mit John Pritchard. Danach hatte er nurmehr Gastdirigate, diese nach 1966 auch in der UdSSR.
Kurtz war in zweiter Ehe mit der Flötistin Elaine Shaffer (1925–1973) verheiratet.